# Janine Liezer
Janine Liezer, nom d’artiste de  Jeanne Simone Liser, puis Seguin, née le 21 mai 1906 dans le 10e arrondissement de Paris et morte le 21 mars 1977 dans le 18e arrondissement, est une actrice française. 

## Biographie
Fille de la comédienne Marcelle Seguin (1880-1958) et de l'acteur Jean Liser dit Liezer (1868-1943), Janine Liezer naît le 21 mai 1906 au sein de l'Hôpital Saint-Louis sous le nom de Jeanne Simone Seguin.
Janine Liezer meurt à l'âge de 70 ans en son domicile du 12 avenue Junot. Elle est aussi l'épouse de Robert Weill (1907-1993), frère et collaborateur de  Marcel Karsenty, producteur de spectacles et directeur de théâtre.

## Théâtre
- 1933 : La Demoiselle de Mamers d’Yves Mirande et Gustave Quinson[5]
- 1951 : Le Sabre de mon père de Roger Vitrac[6]

## Filmographie
- 1925 : Le Réveil de Jacques de Baroncelli : Rose de Mégée
- 1926 : La Tournée Farigoule de Marcel Manchez : Lily Wallaxe
- 1927 : Les Cinq Sous de Lavarède de Maurice Champreux : Miss Aurett Murlyton
- 1929 : Les Mufles de Robert Péguy : la cousine
- 1932 : Pour vivre heureux de Claudio de la Torre
- 1933 : Toine de René Gaveau
- 1933 : La musique adoucit les mœurs de Jean de Size
- 1934 : La peinture adoucit les mœurs de Jean de Size
- 1934 : L'assassin est parmi nous de Jacques de Casembroot
- 1938 : Courrier d'Asie d'Oscar-Paul Gilbert : la secrétaire